# Coronaviridae
Coronaviridae es una familia de virus ARN con envoltura, con más de doce patógenos específicos de vertebrados. Se caracterizan en su forma por ser partículas pleomórficas de aproximadamente 100 nm de diámetro (rango entre 60 y 220) con proyecciones con forma de garrote en su superficie; llevan un ARN de cadena sencilla (monocatenario) de sentido positivo de 27 a 31 kilobases; un cápside de proteína fosforilada unida con el genoma conformando un helix de ribonucleoproteina; el extremo 5' lleva una caperuza y el 3' una cola poli(A). Se replican en el citoplasma de células de vertebrados y se transmiten horizontalmente por ruta fecal oral.  Producen enfermedades respiratorias y gastrointestinales.

## Características
Los Coronaviridae son viriones pleomórficos, redondeados en el caso de los coronavirus (60-220 nm), y en forma de rodillo, en el caso de los torovirus (120-140 nm). En la envoltura se encuentran dos estructuras glicoproteícas virales S y M. La glicoproteína S es ricamente glicosilada, de alto peso molecular y se ubica en la parte externa de la membrana de la envoltura y es responsable de las proyecciones abultadas (peplómeros) que caracterizan a los coronaviridae, los cuales usan como ligandos en la fusión de membrana. La glicoproteína M (proteína matricial) es una molécula transmembrana y se localiza en la parte interna de la envoltura. Otra importante estructura proteica es la fosfoproteína N o proteína de la nucleocápside (N), difícil de discernir por microscopía electrónica, con un peso molecular de 50 a 60 kDa, responsable de la simetría helicoidal de la cápside en cuyo interior se aloja el ARN genómico (la cápside más el material genético vírico se denominan  nucleocápside). 
Una tercera glicoproteína es codificada solamente por la cepa coronavirus humano OC43, una hemoaglutinin-esterasa (HE) parecida a la enzima ligando-celular.

## Clasificación
Los Coronaviridae son una familia de virus, que incluye las siguientes subfamilias y géneros:
- Subfamilia Orthocoronavirinae (Coronavirus)
  - Género Alphacoronavirus
  - Género Betacoronavirus
  - Género Deltacoronavirus
  - Género Gammacoronavirus
- Subfamilia Letovirinae
  - Género Alphaletovirus

## Epidemiología
Los coronavirus se transmiten por aerosoles de secreciones respiratorias. Tiene un período de incubación de 2 días a una semana, eliminando virus durante una semana. El virus replica en el citoplasma de la célula hospedadora, geman en el retículo endoplásmico y pasan a las cisternas del aparato de Golgi, hasta que son finalmente liberados por exocitosis. Son responsables de hasta un 15% de los resfriados, teniendo una mayor frecuencia en el invierno y comienzo de la primavera, con una periodicidad característica de 2-4 años.

## Patogénesis
Los coronavirus infectan a un amplio rango de mamíferos y aves mundialmente. Aunque la mayoría de las enfermedades no son graves, algunas veces causan severas situaciones agudas en humanos, como por ejemplo la infección de vías respiratorias: síndrome respiratorio agudo severo (SARS); que pueden causar infecciones entéricas en bebés; y en raras ocasiones síndrome neurológico.
El virus tiende a permanecer localizado en el tracto respiratorio superior activando una pobre respuesta inmunitaria, cuestionando incluso el papel de la IgA de mucosas. Establecida la inmunidad, persiste por pocos años, demostrando una alta tasa de reinfección. Es probable que el surgimiento de nuevas cepas sea debido a mutación o recombinación antigénica.